# Theodor Des Coudres
Theodor Des Coudres (* 13. März 1862 in Veckerhagen, Weser; † 8. Oktober 1926 in Leipzig) war Geheimer Hofrat und deutscher Physiker.

## Leben
Theodor Des Coudres war der Sohn des Oberbergrates Julius Des Coudres und dessen Ehefrau Anna Henrietta Rosenstock. Sein jüngerer Bruder, Richard Des Coudres, wurde Offizier; sein Onkel väterlicherseits war der Maler Ludwig Des Coudres.
Nach dem Besuch des Friedrichgymnasiums in Kassel begann Des Coudres 1881 an der Universität Genf Naturwissenschaft und Medizin zu studieren und wechselte später nach Leipzig und München. An der Humboldt-Universität zu Berlin konnte er 1887 erfolgreich sein Studium mit einer Dissertation über die optischen Konstanten bei Quecksilber bei Hermann von Helmholtz abschließen. Darauf folgten Forschungen zum Problem des Lichtäthers.
1889 bekam Theodor Des Coudres eine Anstellung an der Universität Leipzig als Assistent bei Gustav Heinrich Wiedemann. Seine Forschungen mündeten 1891 in seiner Habilitation. 1895 berief man ihn an die Universität Göttingen, wo er vier Jahre später auf den „Lehrstuhl für angewandte Elektrizitätslehre“ berufen wurde. 1901 wechselte Des Coudres an die Universität Würzburg und übernahm dort als außerordentlicher Professor den neu etablierten „Lehrstuhl für theoretische Physik“.
1903 holte man Des Coudres als Nachfolger von Ludwig Boltzmann an die Universität Leipzig, wo er bis an sein Lebensende wirkte. Theodor Des Coudres starb im Alter von 64 Jahren am 8. Oktober 1926 in Leipzig. Der Verleger Georg Hirzel und der Physiker Otto Wiener verfassten beachtenswerte Nachrufe auf Theodor Des Coudres.
Des Coudres arbeitete unter anderem über Metallreflexion, den Kerr-Effekt, Hochdruckphysik und bestimmte als erster die spezifische Ladung und die Geschwindigkeit von Alphateilchen.
Seit 1903 war er ordentliches Mitglied der Sächsischen Akademie der Wissenschaften.

## Erwähnenswertes
Theodor Des Coudres litt an einer enormen Schreibblockade und konnte dieser nur während längerer Fahrten mit der Eisenbahn entgegenwirken.

## Publikationen
- Eine direkte Methode für Wechselstromanalyse, in: Elektrotechnische Zeitschrift, Bd. 36/37 (1900), o. S.
- Entladung der Leidener Flasche, intermittierende, kontinuierliche, oszilatorische Entladung und dabei geltende Gesetze, Leipzig 1908